# Eel Ground 2
Eel Ground 2 est une réserve indienne du comté de Northumberland, à l'est de la province canadienne du Nouveau-Brunswick.

## Toponyme
Les Micmacs appelaient l'endroit Nenadookun, ce qui signifie où les anguilles percutent la boue.

## Histoire
La réserve est établie en 1789 avec une superficie de 3030 acres. Le chef à l'époque est John Julien.

## Administration

### Représentation et tendances politiques
Nouveau-Brunswick: Eel Ground 2 fait partie de la circonscription provinciale de Miramichi-Centre, qui est représentée à l'Assemblée législative du Nouveau-Brunswick par Robert Trevors, du Parti progressiste-conservateur. Il fut élu en 2010.
 Canada: Eel Ground 2 fait partie de la circonscription électorale fédérale de Miramichi, qui est représentée à la Chambre des communes du Canada par Tilly O'Neill-Gordon, du Parti conservateur. Elle fut élue lors de la 40e élection fédérale, en 2008.

## Infrastructures et services
La Eel Ground First Nation School est une école des Premières nations accueillant les élèves de la maternelle à la 8e année.

## Culture

### Personnalités
- Thomas Barnaby (1841-1907), bûcheron et chef micmac, mort à Eel Ground.